# Входные (острова)
Входны́е — группа из двух островов в составе архипелага Северная Земля (Россия). Административно относятся к Таймырскому Долгано-Ненецкому району Красноярского края.
Расположены в южной части архипелага на входе в бухту Солнечная на расстоянии около 2 километров к югу от мыса Анцева (остров Большевик), на котором находится полярная станция Бухта Солнечная.
Состоят из двух островов — Южный и Северный, приблизительно одинакового размера, менее километра в длину, вытянутой с юго-запада на северо-восток формы. Наивысшая точка островов — 18 метров, лежит на острове Северный.

## Карта
- Лист карты T-48-XIII,XIV,XV полярная ст. Солнечная. Масштаб: 1 : 200 000. Состояние местности на 1981 год. Издание 1988 г.